# Baltasar Ortiz Gutiérrez
Baltasar Ortiz Gutiérrez (Sant Joan d'Alacant, 6 d'abril de 1961) és un advocat i polític valencià, diputat al Congrés dels Diputats en la X Legislatura.
Expert universitari en Direcció i gestió de Seguretat. Membre del PSPV-PSOE, n'ha estat subsecretari general de la Comissió Executiva Comarcal d'Alacant. També és militant de la UGT del País Valencià, de la que n'ha estat secretari d'organització de la Comissió Executiva Nacional.
A les eleccions municipals espanyoles de 2007 i 2011 fou escollit regidor de l'ajuntament de Sant Joan d'Alacant. En juliol de 2015 va substituir en el seu escó Federico Buyolo García, elegit diputat a les eleccions generals espanyoles de 2011. Ha estat portaveu adjunt de la Comissió de Sanitat i Serveis Socials del Congrés dels Diputats.